# 广东酒店管理职业技术学院
广东酒店管理职业技术学院，简称广东酒店管理学院，成立于2012年，是经广东省人民政府批准设立、国家教育部备案、广东省教育厅主管的全日制普通高等学校，学校代码：14572